# Club Social y Deportivo Borussia
El Club Deportivo Borussia es un equipo de fútbol ecuatoriano, con sede en la ciudad de Loja. Actualmente se desempeña en la Segunda Categoría del fútbol ecuatoriano Está afiliado a la Asociación de Fútbol Profesional de Loja.

## Historia
El Borussia Loja fue fundado en el año 1968, inicia su carrera como club profesional en 1983 cuando comienzan los campeonatos profesionales de Segunda Categoría en la provincia de Loja, su recorrido y buenos resultados por el fútbol amateur del país le llevó a consagrarse como el equipo Ídolo de la ciudad Castellana. En el año 1989 Los Diablos Rojos estuvieron cerca de clasificar a la Serie B cuando conquistaron el campeonato local, y disputaron con Liga de Loja la carrera por el ascenso, lamentablemente Borussia cayo derrotado. Cabe mencionar que el Borussia disputaba el clásico del fútbol lojano con su rival Liga Deportiva Bernardina. El declive del club comienza en el año 2000 por falta de recursos económicos y de liderazgo dirigencial. Actualmente Los Diablos Rojos pugnan por volver al campeonato local.
Históricamente el Borussia fue campeón nacional de segunda categoría por dos ocasiones y logró ser pentacampeón en Loja. Todo esto en la época que Loja contaba solo con equipos en segunda categoría.

## Uniforme
- Uniforme titular: Camiseta roja, pantaloneta roja y medias rojas
- Uniforme alternativo: Camiseta blanca con vivos rojos, pantaloneta roja y medias blancas

## Palmarés

### Torneos provinciales
| Competición                   | Títulos | Subcampeonatos |
| ----------------------------- | ------- | -------------- |
| Segunda Categoría de Loja (1) | 1989    |                |